# Дильныче
Дильныче (укр. Дільниче) — посёлок в Новоодесском районе Николаевской области Украины.
Основано в 1878 году. Население по переписи 2001 года составляло 623 человек. Почтовый индекс — 56625. Телефонный код — 5167. Занимает площадь 0,882 км².

## История
В 1946 году указом ПВС УССР посёлок первого участка Бугского совхоза переименован в Дильныче.

## Местный совет
56625, Николаевская обл., Новоодесский р-н, пос. Дильныче, ул. Ленина, 7